# Geelsnavelfrankolijn
De geelsnavelfrankolijn (Pternistis icterorhynchus; synoniem: Francolinus icterorhynchus) is een vogel uit de familie fazantachtigen (Phasianidae). De wetenschappelijke naam van de soort is voor het eerst geldig gepubliceerd in 1863 door Heuglin.

## Voorkomen
De soort komt voor in het midden van Afrika, met name van zuidelijk Tsjaad en zuidwestelijk Soedan tot noordelijk Congo-Kinshasa en westelijk Oeganda.

## Beschermingsstatus
Op de Rode Lijst van de IUCN heeft de soort de status niet bedreigd.